# Equació de Sauerbrey
L'equació de Sauerbrey va ser desenvolupada per l'alemany Günter Sauerbrey el 1959, mentre treballava en la seva tesi doctoral a la TTechnische Universität Berlin, Alemanya. És un mètode per correlacionar els canvis en la freqüència d'oscil·lació d'un cristall piezoelèctric amb la massa dipositada sobre ell. Simultàniament, va desenvolupar un mètode per mesurar la freqüència característica i els seus canvis utilitzant el cristall com a component que determina la freqüència d'un circuit oscil·lador. El seu mètode es continua utilitzant com a eina principal en experiments de microequilibri de cristalls de quars (QCM) per a la conversió de freqüència a massa i és vàlid en gairebé totes les aplicacions.
L'equació es deriva tractant la massa dipositada com si fos una extensió del gruix del quars subjacent. Per això, la correlació entre la massa i la freqüència (determinada per l'equació de Sauerbrey) és en gran manera independent de la geometria de l'elèctrode. Això té l'avantatge de permetre la determinació de massa sense calibratge, fent que la configuració sigui desitjable des del punt de vista de la inversió en temps i cost.
L'equació de Sauerbrey es defineix com:
{\displaystyle \Delta f=-{\frac {2f_{0}^{2}}{A{\sqrt {\rho _{q}\mu _{q}}}}}\Delta m}
on:
– Freqüència de ressonància del mode fonamental (Hz)
- Canvi de freqüència normalitzat (Hz)
- Canvi de massa (g)
– Àrea de cristall piezoelèctricament activa (Àrea entre elèctrodes, cm2)
- Densitat del quars (= 2,648 g/cm3)
– Mòdul de cisalla del quars per al cristall tallat AT (= 2,947x10 11 g·cm−1·s−2)
La freqüència normalitzada {\displaystyle \Delta f} és el canvi de freqüència nominal d'aquest mode dividit pel seu número de mode (la majoria del programari produeix un canvi de freqüència normalitzat per defecte). Com que la pel·lícula es tracta com una extensió del gruix, l'equació de Sauerbrey només s'aplica als sistemes en què es compleixen les tres condicions següents: la massa dipositada ha de ser rígida, la massa dipositada s'ha de distribuir uniformement i la freqüència canvia. {\displaystyle \Delta f/f} < 0,05.
Si el canvi de freqüència és superior al 5%, és a dir, {\displaystyle \Delta f/f} > 0,05, s'ha d'utilitzar el mètode Z-match per determinar el canvi de massa. La fórmula per al mètode Z-match és:
{\displaystyle {\frac {\Delta m}{A}}\ ={\frac {N_{q}\rho _{q}}{\pi Zf_{L}}}\tan ^{-1}\left[Z\tan \left(\pi {\frac {f_{U}-f_{L}}{f_{U}}}\right)\right]}
Equació 2 – Mètode Z-match
- Freqüència del cristall carregat (Hz)
– Freqüència del cristall sense càrrega, és a dir, freqüència de ressonància (Hz)
– Constant de freqüència per al cristall de quars tallat AT (1,668x1013Hz·Å)
- Canvi de massa (g)
– Àrea de cristall piezoelèctricament activa (Àrea entre elèctrodes, cm2)
- Densitat del quars (= 2,648 g/cm3)
– Factor Z del material pel·lícula
– Densitat de la pel·lícula (Varia: les unitats són g/cm3)
– Mòdul de cisalla del quars (= 2,947x10 11 g·cm−1·s−2)
– Mòdul de cisalla de la pel·lícula (varia: les unitats són g·cm−1 ·s−2)

## Limitacions
L'equació de Sauerbrey es va desenvolupar per a l'oscil·lació a l'aire i només s'aplica a masses rígides unides al cristall. S'ha demostrat que les mesures de microequilibri de cristalls de quars es poden realitzar en líquid, en aquest cas s'observarà una disminució de la freqüència de ressonància relacionada amb la viscositat :
{\displaystyle \Delta f={-\ f_{0}^{3/2}(\eta _{l}\rho _{l}/\pi \rho _{q}\mu _{q}n)^{1/2}}}
on {\displaystyle \rho _{l}} és la densitat del líquid, {\displaystyle \eta _{l}} és la viscositat del líquid, i {\displaystyle n} és el número de mode.